# لودویگ
لودویگ (به انگلیسی: Ludwig) فیلمی به کارگردانی لوکینو ویسکونتی محصول ایتالیا و فرانسه سال ۱۹۷۲ دربارهٔ زندگی و مرگ شاه لودویگ دوم، فرمانروای بایرن است. در این فیلم هلموت برگر در نقش لودویگ و رومی اشنایدر در نقش ملکه الیزابت اتریش-مجارستان بازی کرده‌اند. این فیلم در مونیخ و قسمتهایی از بایرن فیلمبرداری شده‌است.